# Noile aventuri ale lui Peter Pan
Peter Pan este un serial animat despre aventurile lui Peter Pan și ale prietenilor săi din Fantasyland. Seria se bazează pe poveștile din jurul Peter Pan. Titlul original al seriei este "Noile aventuri ale lui Peter Pan". Serialul este format din 26 de episoade.

## Concept
Wendy și frații ei John și Michael locuiesc în Londra secolului 21. Peter Pan și Tinkelbel îi vizitează în mod regulat și îi duc la Fantasyland, o insulă de zâne. Acolo experimentează aventuri magice și se luptă cu căpitanul Hook și cu banda lui de pirați.

## Caractere
- Personaje principale
  - Peter Pan
  - Tinkelbel
  - Wendy
  - John
  - Michael
  - Căpitanul Hook
- Alte caractere
  - Băieții deștepți
  - Piratii
  - Mâna dreaptă a căpitanului Hook
  - Indieni
  - Zane
  - Gowboys

## Prezentare generală a episoadelor
| - 01 Curățat curat - 02 Ziua de nastere Peters - 03 Coșmarul lui Michael - 04 Căni mari - 05 Croșetat, băiatul inteligent - 06 Secretul Lung John Pepper - 07 Girl Power - 08 În conformitate cu normele - 09 Un mare pericol - 10 Grădina secretă - 11 Comoara - 12 Manipulări - 13 El haakito | - 14 Peters alegere - 15 Templul Choombas - 16 Hoțul umbrelor - 17 Familie - 18 Danny Ploof - 19 Numai - 20 Melodii sălbatice - 21 Filmul fantasy - 22 Ziua perpetuă - 23 Crăciun în Fantasyland - 24 Căpitanul Hook vrea să fure Crăciunul - 25 Bătălia de la Londra - 26 Încălzirea globală |